# Tubarão-gato-elegante
O tubarão-gato-elegante (Scyliorhinus retifer) é um tubarão-gato (família Scyliorhinidae) pequeno e reticulado que é biofluorescente. A espécie é comum no noroeste do Atlântico, no Golfo do México e no Caribe. É inofensiva e raramente é encontrada por seres humanos. Tem características reprodutivas muito semelhantes às do Scyliorhinus canicula.

## Distribuição
O tubarão-gato-elegante é encontrado no noroeste do Atlântico, no Golfo do México e no Caribe, desde o George's Bank, em Massachusetts, até a Nicarágua e Barbados. Na Baía do Meio Atlântico, o tubarão-gato-elegante é encontrado ao longo da plataforma continental externa e do talude superior. O tubarão ocupa profundidades de 36 a 750 metros; na parte norte de sua área de distribuição, ele é encontrado principalmente entre 36 e 230 metros e, nas áreas do sul, geralmente mais profundo do que 460 metros. Devido à distribuição de profundidade do tubarão, foi sugerido que o tubarão não realiza migrações em grande escala.

Acredita-se que a temperatura limite a distribuição do tubarão nas áreas do norte, especialmente durante o inverno. Embora tenham sido observadas faixas de água quente na borda da plataforma, a temperatura varia sazonalmente, limitando, assim, essa espécie não migratória. Em geral, o tubarão-gato-elegante é encontrado em águas com temperatura entre 8,5 °C e 14 °C.

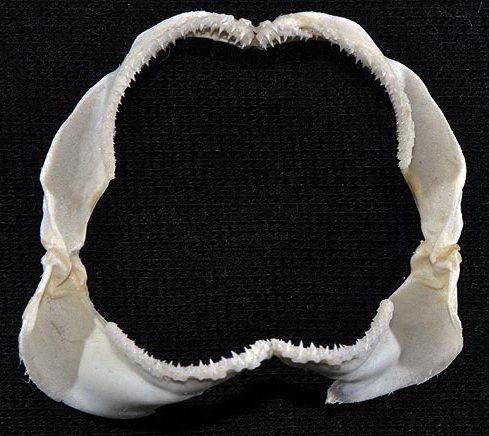
Mandíbula.
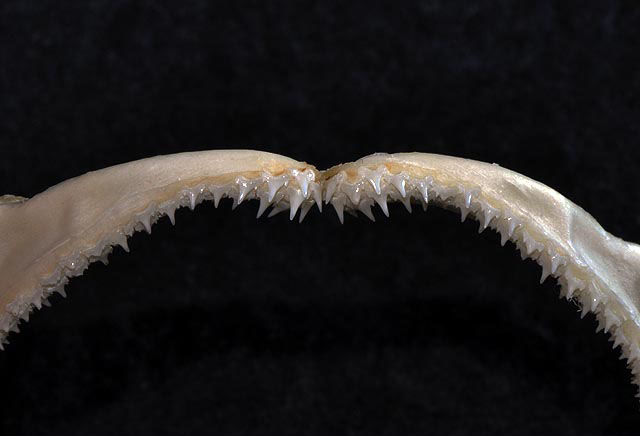
Dentes superiores.
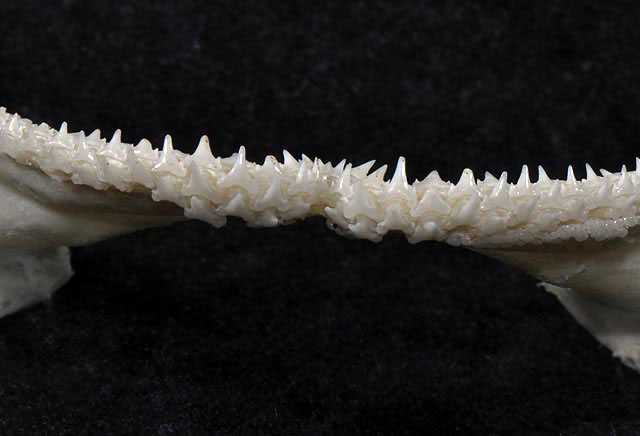
Dentes inferiores.

## Habitat e comportamento

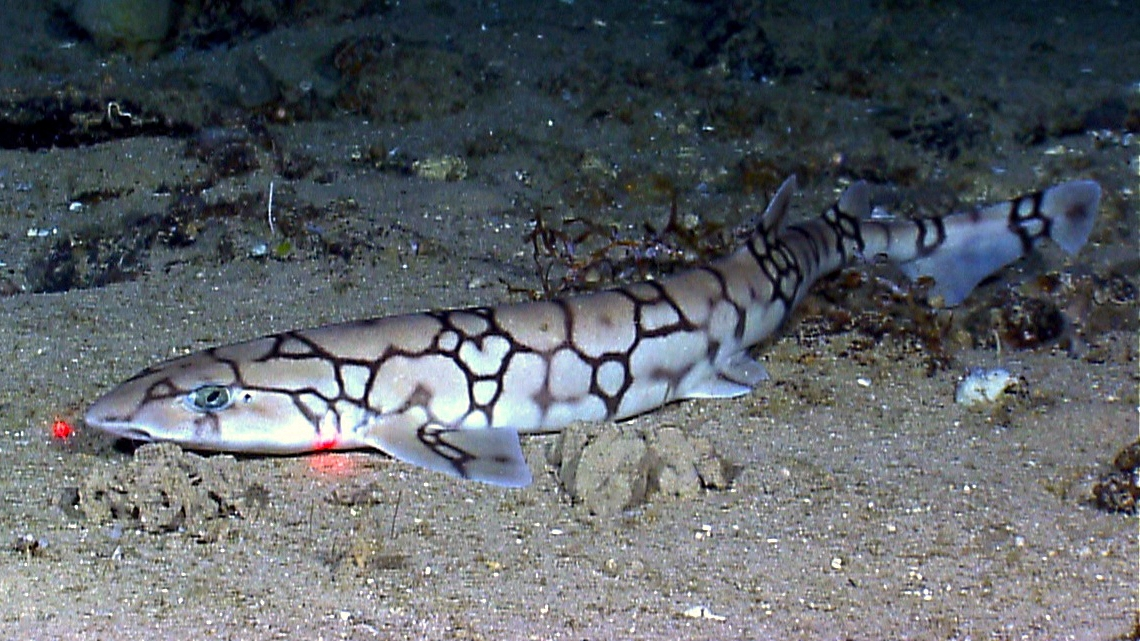
Scyliorhinus retifer descansando no fundo do Golfo do México.

O tubarão-gato-elegante passa o dia descansando no fundo do mar, geralmente em contato com determinadas estruturas. Foi observado com grandes tubos de anêmonas da família Cerianthidae e pedregulhos. Acredita-se que essas estruturas sejam usadas como camuflagem com a superfície manchada do tubarão. Os tubarões adultos tendem a preferir fundos ásperos, criando uma dificuldade para a pesca de arrasto, enquanto os tubarões imaturos são encontrados perto de regiões mais lisas. Sabe-se que o tubarão-gato-elegante se alimenta de lulas, peixes ósseos, poliquetas e crustáceos. Em aquários, eles são relativamente imóveis, passando o dia descansando no fundo, mas durante a noite e quando alimentados são muito ativos.

## Reprodução

### Tamanho e maturidade sexual
O comprimento máximo desse tubarão é de 59 centímetros.
Na fêmea do tubarão-gato-elegante, o desenvolvimento do folículo ovariano foi correlacionado ao tamanho da glândula nidificante, portanto, elas são consideradas maduras quando têm uma glândula nidificante ou glândula da concha totalmente desenvolvida. Isso é marcado pelo crescimento das glândulas com 1,8 cm ou mais de largura. A maturidade sexual da fêmea é observada aos 52 centímetros de comprimento em condições normais. Entretanto, há evidências de que algumas populações do norte podem atingir a maturidade em um tamanho menor, de 41 centímetros. No tubarão-gato-elegante macho, o desenvolvimento do testículo está correlacionado ao tamanho do clásper, portanto, a maturidade é marcada quando ele desenvolve cláspers endurecidos com 3 cm ou mais de comprimento. Os machos atingem a maturidade em um comprimento entre 37 e 50 centímetros.

### Acasalamento
O acasalamento observado entre as espécies sugere que a mordida é um elemento importante e que o acasalamento ocorre repetidamente. As observações comportamentais incluem o macho mordendo a fêmea até conseguir agarrá-la com firmeza e, em seguida, envolver seu corpo em torno da fêmea para a cópula. Após a cópula, o macho solta a mordida e ambos se separam.

### Postura de ovos
O tubarão-gato-elegante prefere estruturas verticais para a deposição de ovos e sempre os deposita em pares. O intervalo entre os pares de ovos varia de alguns minutos a 8 dias. As taxas de desenvolvimento são em média de 1 mm de diâmetro a cada 7,7 dias, embora a temperatura também tenha afetado o desenvolvimento dos folículos ovarianos.

### Armazenamento de esperma e estruturas de proteção dos ovos
A fêmea do tubarão-gato-elegante é capaz de armazenar esperma e botar ovos vários dias após a cópula inicial. Sabe-se que o tubarão armazena esperma por até 843 dias, embora existam algumas circunstâncias de desenvolvimento deficiente de ovos postos mais tarde. Sugere-se que isso pode ser devido a uma série de fatores, incluindo senescência, baixa viabilidade do esperma ou fatores de qualidade da água.
As estruturas de proteção dos ovos encontradas no oviduto são macias, amarelo-claras e translúcidas. Elas também apresentam duas gavinhas enroladas, uma adaptação importante que permite que se prendam em rochas ou estruturas feitas pelo homem, proporcionando aterramento e segurança. Quando depositadas, elas endurecem e se tornam âmbar escuro com faixas brancas.

### Embriões
Os embriões levam de 8 a 12 meses para se desenvolver devido às variações de temperatura no ambiente. O tubarão-gato-elegante põe ovos em sua forma de blastodisco. A seguir, uma linha do tempo típica de desenvolvimento (as medidas são o comprimento do embrião):
- 10 mm - possui arcos branquiais bem definidos e uma fina dobra da nadadeira ventral
- 21 mm - aparecem os botões das nadadeiras dorsal e pélvica
- 33 mm - o embrião tem olhos salientes e filamentos branquiais bem desenvolvidos
- 43 mm - perdeu a translucidez e desenvolveu fendas na estrutura de proteção do ovo, permitindo a troca de fluidos entre a água do mar circundante e o interior
- 58 mm - a dobra da nadadeira começa a se deteriorar
- 66 mm - a dobra da nadadeira e os filamentos das brânquias estão reduzidos ou ausentes
- 74 mm - a aparência externa está completa, mas a vesícula vitelina ainda está sendo absorvida
- 100-110 mm - eclosão

## Biofluorescência
O tubarão-gato-elegante é uma das quatro espécies de elasmobrânquios que demonstraram possuir propriedades biofluorescentes. Os pesquisadores do estudo examinaram a visão do Scyliorhinus retifer usando microespectrofotometria e projetaram uma câmera “olho de tubarão” que produziu informações de contraste em áreas onde a biofluorescência é distribuída anatomicamente no tubarão. A evolução repetida da biofluorescência em elasmobrânquios, juntamente com uma adaptação visual para detectá-la e a evidência de que a biofluorescência cria um maior contraste de luminosidade com o fundo circundante, destaca a possível importância da biofluorescência no comportamento e na biologia dos elasmobrânquios. Os principais pigmentos fluorescentes do tubarão-gato-elegante e do tubarão-balão-do-Pacífico são um conjunto de compostos de quinurenina bromados que parecem ser sintetizados pela via da quinurenina a partir do 6-bromo-triptofano. A origem bioquímica do 6-bromo-triptofano nessas espécies não é conhecida.

## Relação com os seres humanos
Atualmente, o tubarão-gato-elegante não é pescado para consumo humano.
O tubarão-gato-elegante foi descrito como “lindo” e isso, combinado com seu tamanho pequeno, faz dele um peixe de aquário de água fria muito popular. Ele é frequentemente exibido e criado em aquários públicos. Pesquisas sobre o comportamento dos tubarões, incluindo a reprodução, foram feitas em tubarões-gato-elegantes mantidos em aquários públicos ou laboratórios.